# Zeppelin Universität
Die Zeppelin Universität in Friedrichshafen am Bodensee ist eine staatlich anerkannte und vom Ministerium für Wissenschaft, Forschung und Kunst Baden-Württemberg akkreditierte privatwirtschaftliche Stiftungsuniversität.

## Organisation
Die Universität besitzt die Rechtsform einer gemeinnützigen Gesellschaft mit beschränkter Haftung und bezeichnet sich selbst als „Universität zwischen Wirtschaft, Kultur und Politik“, um damit den nach ihrem eigenen Selbstverständnis multidisziplinären Charakter von Forschung und Lehre zu betonen. Gesellschafter ist die ZU-Stiftung mit Sitz in Friedrichshafen, Stiftungsgeberin ist die Zeppelin Baumaschinen GmbH, Garching bei München. Namenspatron ist der deutsche General und Luftschiffkonstrukteur Ferdinand Graf von Zeppelin. Seit 2007 ist die Zeppelin Universität eine Stiftungshochschule. Am 3. Februar 2025 hat der Wissenschaftsrat bekannt gegeben, die Zeppelin Universität für fünf weitere Jahre als Hochschule zu reakkreditieren. Die Reakkreditierung erfolgte ohne Auflagen.

## Standorte

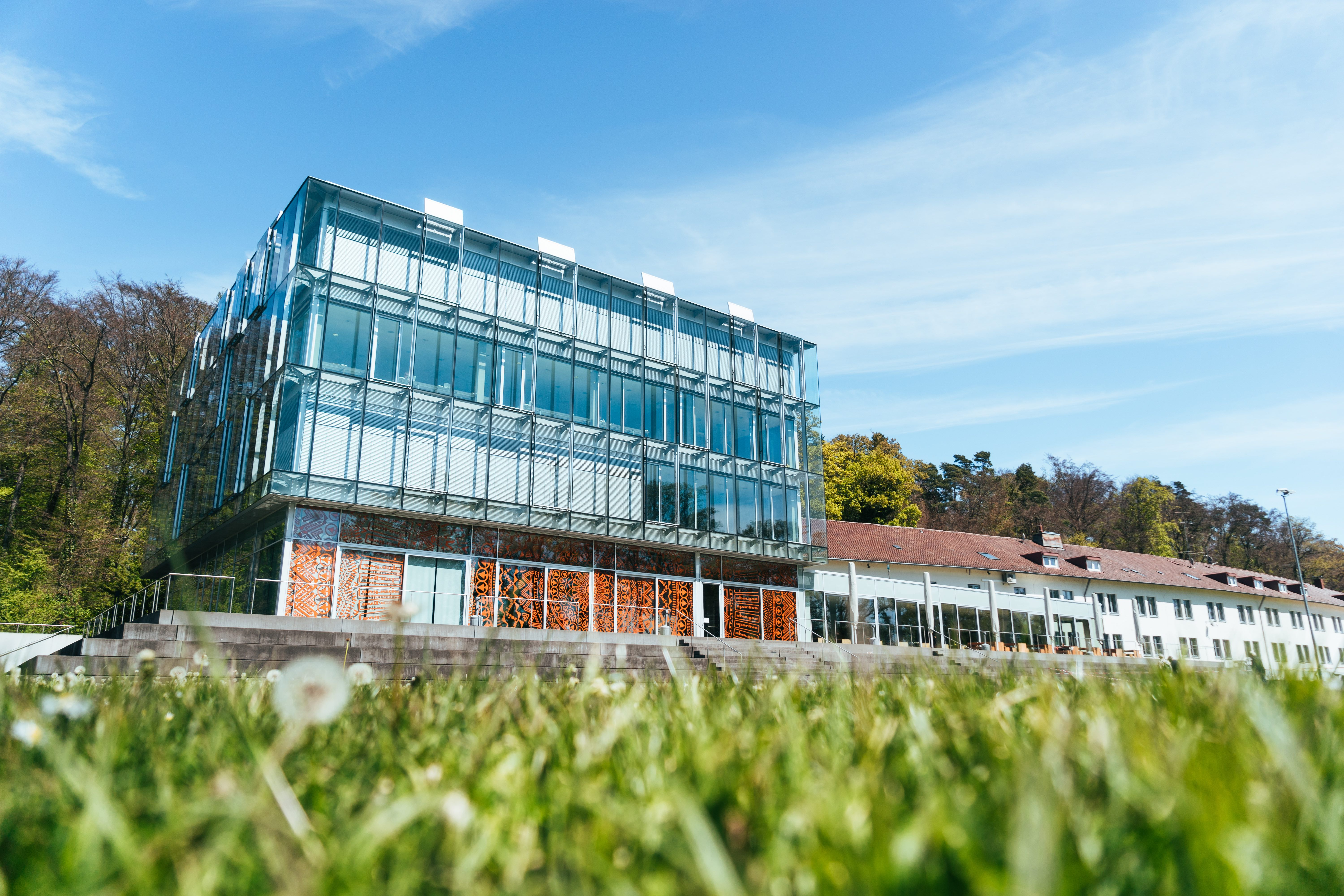
Der SeeCampus der Zeppelin Universität direkt am Bodensee

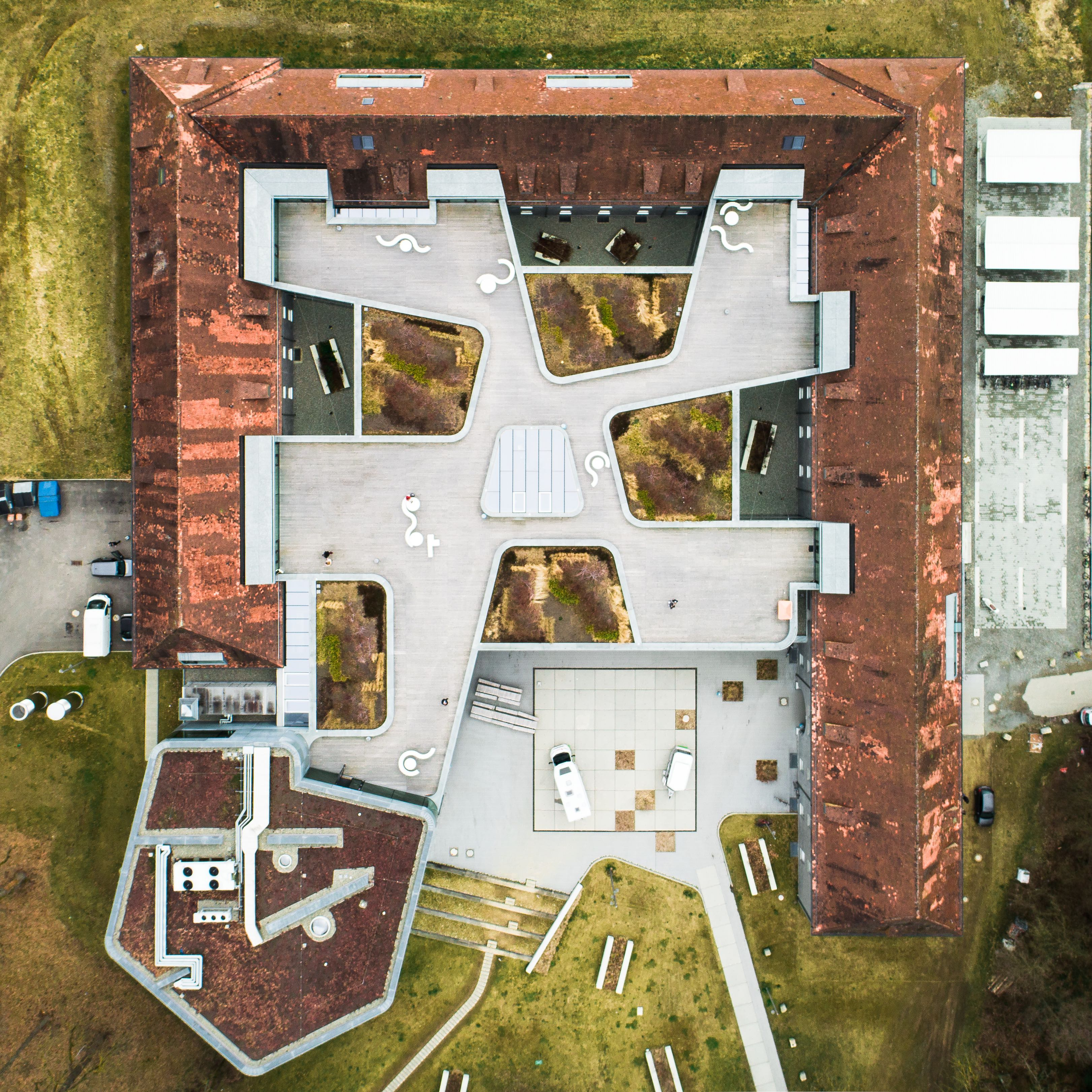
Der ZF-Campus wurde mit mehreren Architektur-Preisen ausgezeichnet

Die Universität verfügt über zwei permanente Standorte in Friedrichshafen. Der ehemalige Hauptstandort der ZU (SeeCampus / SMH) befindet sich am „Seemoser Horn“ direkt am Bodensee und verfügt über einen eigenen Strand. Da die Universität seit ihrer Gründung stark gewachsen ist, wurde im Jahre 2013 mit dem Bau eines weiteren, größeren Hauptcampus (ZF Campus) begonnen, der, finanziert durch eine Spende der ZF Friedrichshafen in Höhe von 20 Millionen Euro, zum Herbstsemester 2015 fertiggestellt wurde. Dieser ergänzt den SeeCampus um eine größere Bibliothek, einen Audimax, weitere Büro- und Seminarräume, eine Mensa, einen Werkraum, ein Fitnessstudio und einen von Studenten frei nutzbaren Gebäudeteil mit diversen Coworking-Space-Angeboten. 2017 wurden die Architekten des Büros as-if für den ZF Campus beim Wettbewerb um den Deutschen Verzinkerpreis mit dem zweiten Preis ausgezeichnet. Im Jahr 2018 wurde er im Rahmen der Vergabe des DAM-Preises für Architektur des Deutschen Architekturmuseums als eins von vier herausragenden neuen Bauwerken in Deutschland ausgezeichnet. Zudem erhielt die Universität für den Hauptcampus den Deutschen Hochschulbaupreises 2018 der Deutschen Universitätsstiftung.

## Rankings
Im CHE-Ranking 2021/22 erreichte die Zeppelin Universität im Bereich Politikwissenschaft/Sozialwissenschaften das beste Ergebnis aller deutschen Unis für ihr Lehrangebot und die allgemeine Studiensituation.
Im CHE-Ranking 2018/2019 zählen die Bachelor- und Masterstudiengänge in Politics, Administration & International Relations (Politik-, Verwaltungswissenschaft & Internationale Beziehungen) zu den Bestplatzierten im bundesdeutschen Vergleich.
Im CHE-Ranking 2014/15 belegten die Bachelorstudiengänge Wirtschaftswissenschaften, Kultur- und Kommunikationswissenschaften, sowie Politik- und Verwaltungswissenschaft Platzierungen in der Spitzengruppe unter den deutschen Universitäten.  In den Rankings werden insbesondere das Betreuungsverhältnis, die Studierbarkeit, die Fächerauswahl und die intellektuelle Freiheit der Studierenden hervorgehoben.
Im 2014/15-Master-Hochschulranking des CHE bildete der Masterstudiengang Wirtschaftswissenschaften der Zeppelin Universität, zusammen mit der Johannes Gutenberg-Universität Mainz, die Spitzengruppe unter Deutschlands Hochschulen.

## Studium und Lehre
Die Universität hat sich mit ihrer Gründung zum Ziel gesetzt, das humboldtsche Bildungsideal wiederzubeleben. Daher betont sie zentrale Aspekte wie die ganzheitliche (lateinisch universalis) Ausbildung der Studierenden, die Einheit von Lehre und Forschung sowie selbstbestimmtes Lernen. Daraus erklärt sich etwa der Fokus auf Interdisziplinarität und das „Zeppelin Jahr“ als studium generale mit einem ersten Forschungsprojekt bereits in den ersten beiden Semestern und einem weiteren im „Humboldt Jahr“. Statt klassischem Frontalunterricht in Form von Vorlesungen besteht das didaktische Lehrkonzept aus Seminaren, in denen über den Lehrinhalt und die zuvor aufgegebene Literatur gemeinsam diskutiert wird.

### Abschlüsse
Das Studium kann mit den akademischen Graden Bachelor (8 Semester / 240 ECTS) und Master (konsekutiv 4 Semester / 120 ECTS oder nicht-konsekutiv 2 Semester / 60 ECTS) abgeschlossen sowie zum Doktor promoviert werden. Neben der grundständigen Lehre in den Bachelor- und Masterprogrammen bietet die Universität auch berufsbegleitende Executive-Programme sowie Weiterbildungsangebote für Unternehmen an.
Studienvorbereitung
- Kompass-Studium (Bachelor Orientierung):[25] Seit Januar 2019 ist es möglich ein Semester lang auf Probe zu studieren. Gefördert wird dieses Format durch das Ministerium für Wissenschaft, Forschung und Kunst Baden-Württemberg.

Bachelorprogramme
- Bachelor of Science in Corporate Management & Economics (CME)[26]
- Bachelor of Arts in Communication, Culture & Management (CCM)[27]
- Bachelor of Arts in Politics, Administration & International Relations (PAIR)[28]
- Bachelor of Arts in Psychology[29], Economics & Politics (PEP)[30]

Masterprogramme
- Master of Science in Corporate Management & Economics (CME)[31]
- Master of Arts in International Relations & Global Politics (IRGP)[32]
- Master of Arts in Public Management (PM)[33]

Executive Master Programs
- Executive Master of Science in Management (MGMT)[34]

Weiterbildungsangebote für Unternehmen
- TailorMade Programm[35]

Summer Schools
- Internationale Sommerakademie[36]
- Schülerakademie[37]

Mit Beginn des Herbstsemesters 2011 stellte die Universität alle Bachelorstudiengänge auf eine Regelstudienzeit von acht Semestern um. Dies ging auch mit einer Erhöhung der ECTS-Summe von 180 auf 240 Credits einher, wodurch ein Bachelor-Absolvent der ZU lediglich ein zweisemestriges Master-Studium (60 ECTS) belegen musste, um an den meisten deutschen Universitäten promotionsberechtigt zu sein. Das zusätzliche Jahr soll als „Humboldt-Jahr“ vor allem für einen Forschungsaufenthalt an einer der Partneruniversitäten genutzt werden können. Um übergangslose Auslandsaufenthalte zu ermöglichen, orientieren sich die Studienzeiten an der Zeppelin Universität an den internationalen Semesterplänen. Ein Studienstart ist zweimal jährlich zum Januar und zum September möglich.

### Partneruniversitäten
Die Universität hat derzeit 97 Partneruniversitäten. Darunter:
- Tongji-Universität, China
- Copenhagen Business School, Dänemark
- Sciences Po, Frankreich
- Goldsmiths College, Großbritannien
- Universiteit Twente, Niederlande
- Universität Zürich, Schweiz
- University of California, Berkeley, USA

### Auswahlverfahren
Das Auswahlverfahren der ZU gilt als anspruchsvoll und selektiv, auch da es von den an anderen Hochschulen üblichen Verfahren erheblich abwich. So nimmt die Universität Abstand von einem reinen Numerus clausus und versucht stattdessen, Persönlichkeiten zu finden, die neben den erforderlichen objektiven Leistungen auch zum Charakter der Universität passten. Dabei wird Wert auf außerschulische Aktivitäten wie ehrenamtliches Engagement oder Praxiserfahrung gelegt.
Im April 2025 hat die Zeppelin Universität ihr Auswahlverfahren angepasst und legt nun mehr Wert auf vorbereitende Studienberatung. Im Kern des Auswahlverfahrens steht weiterhin ein sogenanntes Auswahlgespräch von 45 Minuten Länge, bei dem die Mitglieder der Auswahlkommission das Ziel haben, die für die Bewerber passenden Studiengänge herauszufinden und die Eignung der Bewerber zu prüfen. Begründet wird das veränderte Verfahren damit, dass junge Menschen sich zum Zeitpunkt der Bewerbung immer häufiger noch in einer Orientierungsphase befänden und stärker auf Beratung angewiesen seien, als das früher der Fall gewesen sei. Ziel sei es demnach, mehr Studieninteressierten eine Ausbildung an der Zeppelin Universität zu ermöglichen. indem der passende Studiengang für sie gefunden wird. Eine feste Aufnahmequote, wie sie vorher in der Außenwahrnehmung bestanden hat, gibt es nicht.

### Interdisziplinarität
Eine Besonderheit ist die Interdisziplinarität der Studiengänge. Alle Studenten durchlaufen in den ersten zwei Semestern Pflichtkurse aus allen Studiengängen und lernen so auch Inhalte aus den jeweils anderen Fächern sowie Grundlagen der Rechtswissenschaft kennen. Weiterhin besteht für besonders leistungsstarke Studenten (bis zu einem Notenschnitt von 2,0) die Möglichkeit, zusätzlich eine gewisse Anzahl an Wahlpflichtkursen aus den anderen Studiengängen zu wählen oder einen von ihnen als zusätzliches Nebenstudienfach („Minor“) zu belegen, zu dem ein eigenes Abschlusszeugnis ausgehändigt wird.

### Studentische Forschung
Die Studenten werden an der ZU schon früh an das wissenschaftliche Forschen herangeführt: Bereits im ersten Studienjahr des Bachelors muss eine gemeinsame Forschungsarbeit („Zeppelin-Projekt“) erstellt werden. Im sechsten und siebten Semester besteht darüber hinaus die Möglichkeit, im sogenannten „Humboldt-Jahr“ ein durch die Universität finanziertes, studentisches Forschungsprojekt durchzuführen. Ebenfalls im Master bekommen Studierende Raum für eigene Forschungsprojekte. Jährlich findet eine Konferenz zur studentischen Forschung statt. Durch das Forschungsunterstützungssystem (FUSY) können vielversprechende Forschungsaktivitäten des wissenschaftlichen Nachwuchses finanziell gefördert werden.

### „Serviceorientierte Lehre“
An der Universität gibt es in der Regel keine Vorlesungen, sondern Seminargruppen bis 40 Personen, in denen Originalliteratur erarbeitet wird. Studenten können eigene Kursformate zu selbstgewählten Themenfeldern initiieren, welche als außercurriculare Kurse belegt („ZUsätze“) oder auf das Curriculum angerechnet („StudentStudies“) werden können. Das Betreuungsverhältnis beträgt 1:12.

### Studiengebühren und Stipendien
Die Studiengebühren betragen im Masterprogramm zwischen 4.590 Euro und 7.980 Euro pro Semester. Für Bacherlorprogramme variiert die Summe zwischen 4.350 und 4.980 Euro bei semesterweiser Zahlung. Insgesamt belaufen sich die Studiengebühren für einen Bachelor-Abschluss auf 34.020 und 39.840 Euro.
Die Universität versucht dadurch, solchen Bewerbern ein Studium an der ZU zu ermöglichen, die aufgrund schwieriger persönlicher Hintergründe oder Lücken im Lebenslauf Schwierigkeiten hätten, an anderen Hochschulen einen Studienplatz zu erhalten, sowie finanziell schwächer situierten Studenten unter die Arme zu greifen, um jedem Bewerber möglichst gleiche Chancen zu bieten. Daher bietet die Universität verschiedene Stipendien, unter anderem für gesellschaftliches und soziales Engagement sowie ein Diversitätsstipendium an.
Studierende ohne Stipendium können ihr Studium entweder über einen Studienkredit der Sparkasse Herford nutzen, oder sich auf eine Aufnahme in den „ZU-Bildungsfonds“ bewerben, der über einen umgekehrten Generationenvertrag das Studium vorfinanziert.
Darüber hinaus sind etwa 15 % der ZU-Studenten Stipendiaten eines Begabtenförderungswerkes.

## Gründerzentrum
Seit 2003 wurden an der Universität über 120 Unternehmensgründungen durchgeführt. Seit Herbst 2017 existiert mit dem „PioneerPort“ im Campus am Seemooser Horn das neue „Gründerzentrum“. Die Initiativen „PioneerSchool“ und „Tatendrang“ ermöglichen ebenfalls den Weg zur Gründung. Neben der Zeppelin Universität selbst besitzt auch die J. Wagner GmbH als Partner einen Inkubator im Gründungszentrum.
Zu den studentischen Gründungen gehören unter anderem DeinBus.de, Stilnest, agora42, der Impact HUB München, Reparando sowie Unu Motors.
2016 wurde die Zeppelin Universität durch das Gründungsradar Stifterverband für die Deutsche Wissenschaft ausgezeichnet.

## Studentisches Engagement
Es bestehen rund 59 studentische Initiativen. Dazu gehören unter anderem die Bildungsinitiative „Rock Your Life“, das Campus-Radio „Welle20,“ die Uni-Zeitung „ZU|Daily“, das studentische Magazin „futurdrei“, der Debattierclub „Soapbox“, der „Club of International Politics“ mit eigener MUN-Gruppe, die Gründerkonferenz „Tatendrang“, das Kulturfestival „seekult“, der „Entrepreneurs Club“, die Karrieremesse „ZUtaten“, die studentische Unternehmensberatung „whyknot“, die International Student Group und mehrere politische Hochschulgruppen. Mit dem „Student Project Office“ gibt es außerdem eine eigene Abteilung zur Unterstützung der studentischen Initiativen. Darüber hinaus bietet der Hochschulsport ein vielfältiges Angebot an Sportarten an.
Seit 2009 beruft die Universität einen Studierenden hauptamtlich zur „Studentischen Vizepräsidentschaft“ ins Präsidium der Universität. Die studentische Selbstverwaltung ist organisiert im Student Council, dessen Mitglieder (studentische Vertreter in diversen Hochschulgremien, darunter 4 Senatoren und 2 Prüfungsausschuss-Mitglieder, sowie Programmsprecher) direkt gewählt werden. Als Studentenwerk fungiert die StudentLounge.

## Forschungsinstitute
Die Universität verfügt über mehrere eingegliederte, teilweise durch Drittmittel finanzierte fächerübergreifende Forschungsinstitute. Dazu gehören das durch die Karl Schlecht Stiftung geförderte „Leadership Excellence Institute Zeppelin“ das „Friedrichshafener Institut für Familienunternehmen“, das „Forschungszentrum für Verbraucher, Markt und Politik“ sowie das von Audi und Rolls-Royce Power Systems geförderte „European Center for Sustainability Research“.

## Auszeichnungen
- 2018: „Deutscher Hochschulbaupreis“ für den ZF Campus
- 2013: Systemakkreditierung durch den Akkreditierungsrat und der Agentur ACQUIN[76]
- 2011: Hauptpreis „Deutschlands engagierteste Universität“ im Förderprogramm „Mehr als Forschung und Lehre – Hochschulen in der Gesellschaft“ vom Stifterverband für die Deutsche Wissenschaft und der Stiftung Mercator
- 2007/2008: Platzierung unter den Top-10 der besten deutschen Universitäten im Hochschulranking 2007/2008 der Zeitschrift „Handelsblatt Karriere“
- 2006: Auszeichnung als „Innovativer Ort“ im Wettbewerb „Deutschland – Land der Ideen“ der Bundesregierung

## Geschichte

### Aufbau
Die Hochschule wurde 2003 aus der „International School for General Management“ unter Dieter Giehmann zur „Zeppelin University“ umbenannt. Kurz darauf übernahm der Ökonom Stephan A. Jansen das Präsidentenamt und zugleich die Geschäftsführung. Dieser wandelte die ehemalige Business School zu einer multidisziplinären Hochschule um, deren Angebot sich fortan über die Fachbereiche Wirtschafts-, Kultur- und Kommunikations- sowie Staats- und Gesellschaftswissenschaften erstreckte. Dabei verfolgte die neu gegründete „Zeppelin University“, die mit neunzehn Studenten startete, das Ziel, die deutsche Hochschullandschaft durch „innovative Konzepte der Lehre und Forschung“ zu reformieren.
Im Februar 2009 akkreditierte der Wissenschaftsrat die ZU. Am 10. September 2011 wurden ihr die Promotions- und Habilitationsrechte verliehen. Dieser Status wurde im Jahr 2018 durch das Ministerium für Wissenschaft, Forschung und Kunst Baden-Württemberg um weitere 5 Jahre verlängert. Damit ist auch die Berechtigung verbunden, die Bezeichnung „Universität“ zu führen.

### Kontroverse
Im Sommer 2014 traten Zerwürfnisse zwischen Stiftungsrat und Geschäftsführung zutage. Der erst im Dezember 2012 eingestellte Kanzler, Niels Helle-Meyer, erhielt Anfang August 2014 die fristlose Kündigung durch das Eigentümer-Gremium, den Stiftungsrat. Als Begründung wurden unterschiedliche Auffassungen über die Zukunft der Universität genannt. Dass die Kündigung fristlos erfolgte, wurde mit dem Gang Helle-Meyers an die Öffentlichkeit begründet. Ein Urteil des Landgerichts Ravensburg vom 17. Juni 2015 konnte jedoch kein Fehlverhalten Helle-Meyers feststellen und erklärte die Kündigung für unwirksam.
Durch einen Pressebericht wurde am 10. September 2014 ein Provisionssystem bekannt. Mitarbeiter der Universität hatten für die Einwerbung von Geldern, z. B. für Stiftungsprofessuren, Prämien erhalten, die angeblich nicht mit den Geldgebern abgesprochen worden seien. Davon habe insbesondere Universitätspräsident Jansen profitiert. Dieser trat am 8. September 2014, nur einige Monate vor seinem eigentlich geplanten Ausscheiden, vorzeitig zurück. Als Ursache nannte er persönliche Gründe – Jansen hatte bereits vor längerer Zeit angekündigt, die Universität spätestens im Frühjahr 2015 nach elf Jahren Präsidentschaft zu verlassen, um eine Stelle als Gastprofessor an der Stanford University anzunehmen.
Nach Jansens Rücktritt sahen sich er und die Zeppelin Universität mit einer Reihe von Vorwürfen konfrontiert. Im Oktober 2014 leitete die Staatsanwaltschaft Ravensburg ein Ermittlungsverfahren gegen Jansen wegen des Verdachts des Betrugs und der Bestechlichkeit ein. Nach über vier Jahren wurde das Ermittlungsverfahren im Mai 2019 gegen Zahlung einer Geldauflage eingestellt. Ab September 2014 führten Alfred Kieser und Alexander Kübler-Kreß die Universität kommissarisch.

### Neuausrichtung
Im April 2015 übernahm Insa Sjurts das Amt der Präsidentin von Alfred Kieser und Alexander Kübler-Kreß. Am 16. September 2016 wurde der ehemalige Verlagsleiter des Spiegel-Verlags Matthias Schmolz zum neuen Kanzler berufen. Zum 21. Dezember 2020 hat Schmolz die ZU verlassen, um Geschäftsführer des Deutschen Stiftungszentrums zu werden.
Am 3. März 2020 wurde Klaus Mühlhahn vom Senat der Zeppelin Universität (ZU) in Friedrichshafen zum Präsidenten und Geschäftsführer gewählt und von der ZU-Stiftung, der Trägerstiftung der ZU, ins Amt berufen. Er trat seine Amtszeit von fünf Jahren zum 1. Juni 2020 an. Mühlhahn folgt auf Insa Sjurts, die einem Ruf als Präsidentin an die Hamburg School of Business Administration gefolgt war. Im November 2024 gab Mühlhahn bekannt, für eine weitere Amtszeit nicht zur Verfügung zu stehen. Am 31. März 2025 schied er aus dem Amt des Prasidenten und Geschäftsführers der ZU aus.

## Persönlichkeiten

### Präsidenten
- 2025 (interim) Anja Achtziger
- 2020–2025: Klaus Mühlhahn
- 2020 (interim): Josef Wieland
- 2015–2020: Insa Sjurts
- 2015 (interim): Alfred Kieser
- 2003–2014: Stephan A. Jansen

### Dozenten
- Anja Achtziger (* 1970), Psychologin, seit 2012 Professorin für Sozial- und Wirtschaftspsychologie, seit August 2021 Vizepräsidentin Forschung an der Zeppelin Universität
- Dirk Baecker (* 1955), Soziologe, von 2007 bis 2015 Professor für Kulturtheorie und -analyse, von 2015 bis 2020 Gastprofessor für Kultursoziologie
- Joachim Behnke (* 1962), Politikwissenschaftler, seit 2008 Professor für Politikwissenschaft
- Daniel Dahm (* 1969), Geowissenschaftler und Nachhaltigkeitsforscher, 2017/2018 stellvertretender Direktor des European Center for Sustainability Research ECS an der Universität
- Heribert Dieter (* 1961), Politikwissenschaftler, seit 2009 Professor für internationale politische Ökonomie
- Alexander Eisenkopf (* 1962), Wirtschaftswissenschaftler, Inhaber des Lehrstuhls für Wirtschafts- und Verkehrspolitik
- Martin Elff (* 1967), Soziologe, Inhaber des Lehrstuhls für politische Soziologie
- Ellen Enkel, Lehrstuhl für Innovationsmanagement
- Karsten Fischer, Gastprofessor für Politische Theorie
- Jarko Fidrmuc, seit 2011 Inhaber des Lehrstuhls für Internationale Wirtschaftstheorie & -politik
- Richard Frensch, Gastprofessur für Institutionen, Wirtschaftspolitik & Wachstum
- Hans Ulrich Gumbrecht (* 1948), Romanist, Literaturwissenschaftler und Literaturhistoriker, seit 2009 Gastprofessor an der Universität
- Udo Göttlich, Akademischer Programmleiter Communication, Culture & Management, Lehrstuhl für Allgemeine Medien- und Kommunikationswissenschaft
- Georg Jochum (* 1968), Rechtswissenschaftler, seit 2009 Professor am Lehrstuhl für Öffentliches Recht, Steuer- und Europarecht und Recht der Regulierung
- Hermut Kormann (* 1942), Unternehmensberater und Vorstandsmitglied diverser Unternehmen, Honorarprofessur für Strategie & Governance von Familienunternehmen
- Maren Lehmann (* 1966), Soziologin, seit 2012 Professorin für Soziologie insbesondere Organisationstheorie
- Mark Mietzner, Lehrstuhl für Bank- und Finanzwirtschaft
- Manfred Moldaschl, Lehrstuhl für Sozioökonomik, Direktor European Center for Sustainability Research | ECS
- Markus Müller, Politik- und Verwaltungswissenschaftler
- Richard Münch (* 1945), Soziologie, seit 2015 Seniorprofessor für Gesellschaftstheorie und komparative Makrosoziologie
- Christian Opitz, Wirtschaftsingenieur, seit 2005 Professor für Unternehmensführung & Personalmanagement
- Ulf Papenfuß (* 1979), seit 2016 Inhaber des Lehrstuhls für Public Management & Public Policy
- Franziska Peter, seit 2016 Inhaberin des Lehrstuhls für Empirische Kapitalmarktforschung & Ökonometrie
- Reinhard Prügl (* 1976), Lehrstuhl für Innovation, Technologie & Entrepreneurship. Leiter des FIFs
- Franz Josef Radermacher (* 1950), Mathematiker, Informatiker, Wirtschaftswissenschaftler, Professor und Botschafter für digitale Transformation
- Lucia Reisch (* 1964), Ökonomin und Sozialwissenschaftlerin, seit 2011 ständige Gastprofessorin für Konsumverhalten und Verbraucherpolitik
- Klaus Schönbach (* 1949), Kommunikations- und Medienwissenschaftler, Honorarprofessor an der Universität
- Hanno Scholtz, Soziologe mit Schwerpunkt Sozialstrukturanalyse
- Franz Schultheis (* 1953), Soziologe des Kunstfeldes und der Kreativwirtschaft
- Wolfgang H Schulz (* 1962), Professor am Lehrstuhl für Mobilität, Handel und Logistik
- Insa Sjurts (* 1963), Wirtschaftswissenschaftlerin, seit 2015 Professorin für Strategisches Management und Medien
- Jan Söffner (* 1971), Professor für Kulturtheorie und -analyse
- Nico Stehr (* 1942), Kulturwissenschaftler und Soziologe, bis 2018 Inhaber des Karl-Mannheim-Lehrstuhls für Kulturwissenschaften
- Carmen Tanner (* 1965), Lehrstuhl für Wirtschaftspsychologie und Führungsethik am Leadership Excellence Institute Zeppelin LEIZ
- Martin Tröndle (* 1971), Kulturwissenschaftler, seit 2015 Professor am WÜRTH Chair of Cultural Production
- Marcel Tyrell (* 1959), Gastprofessor für Ökonomie und Finanzinstitutionen
- Karen van den Berg (* 1963), Kunsthistorikerin, seit 2003 Professorin für Kunsttheorie und inszenatorische Praxis
- Jörn von Lucke (* 1971), Informatiker, seit 2009 Professor für Verwaltungs- und Wirtschaftsinformatik
- Fabio Wasserfallen (* 1983), Lehrstuhlinhaber für Vergleichende Politikwissenschaften – Schwerpunkt Europäische Institutionen.
- Josef Wieland (* 1951), Wirtschaftsethiker, seit 2013 für Institutional Economics, Organisational Governance, Integrity Management & Transcultural Leadership
- Andreas Wiedemann (* 1968), Honorarprofessor für das Recht der Familienunternehmen
- Lisbeth Zimmermann, seit 2018 Inhaberin des Lehrstuhls für Internationale Beziehungen

### Absolventen (Auswahl)
- Franziska Brandmeier (* 1993), Schauspielerin
- Luise von Finckh (* 1994), Schauspielerin
- Fabiola Gerpott (* 1988), Wirtschaftswissenschaftlerin
- Maike Greine (* 1987), Reporterin und Moderatorin
- Max Hartung (* 1989), Säbelfechter
- Marie Meimberg (* 1983), Kulturschaffende und Netzaktivistin
- Philipp Riederle (* 1994), Autor und Unternehmensberater
- Eva Schulz (* 1990), Journalistin, Fernsehmoderatorin und Webvideoproduzentin